# 同州 (辽朝)
同州，辽朝时设置州。
天显元年（926年）遼國设立同州镇东军节度使于今辽宁省开原市南24里中固镇，治所在东平縣。下辖二县：东平县、永昌县。改为镇安军节度使。天辅二年（1118年）女真金朝攻占同州，皇统三年（1143年）废为东平县。隶属于咸州。